# 11736 Viktorfischl
11736 Viktorfischl eller 1998 QS1 är en asteroid i huvudbältet som upptäcktes den 19 augusti 1998 av den tjeckiske astronomen Lenka Kotková vid Ondřejov-observatoriet. Den är uppkallad efter Viktor Fischl Avigdor Dagan.
Den tillhör asteroidgruppen Nysa.